# Brady Barr
Brady Barr (Texas, 1963) è un erpetologo statunitense.
È famoso per essere stato il primo uomo ad aver catturato almeno un esemplare di ognuna delle 23 specie di coccodrilli attualmente presenti sul nostro pianeta. Lavora spesso per National Geographic conducendo il particolare palinsesto di "Incontri pericolosi".
Nella sua carriera si è confrontato con decine di tipi di rettili, spesso in incontri "faccia a faccia", ma i suoi studi sono stati condotti anche su vari mammiferi e su abitanti del mondo marino. Questo gli ha fatto guadagnare la fama di uno dei migliori erpetologi lavoranti per la società mondiale National Geographic.